# 三明角蟾
三明角蟾（学名：Boulenophrys sanmingensis），一种分布于中华人民共和国福建省、江西省及广东省等地区的两栖动物，隶属于角蟾科布角蟾属。模式产地为福建省三明市将乐县龙栖山。其种加词“sanmingensis”意为“三明市的”。

## 形态特征
三明角蟾体型小，雄蟾体长27～29.5毫米，雌蟾体长29.5毫米左右。身体背面皮肤粗糙，呈棕色，具密布的痣粒及散布的突起疣粒，眶间具有镶浅色边缘的深色不完整三角形斑，背中有一镶浅色边缘的深色“X”形斑；四肢背面具有深色横纹；腹部光滑，为苍白色，密布白色斑点；喉部具三条深色纵向条纹；腹侧具一对镶白色边缘的纵向黑色条纹。

## 保护
本种于2023年被收录入《有重要生态、科学、社会价值的陆生野生动物名录》。